# 九龍村 (韓國)
九龍村（韓語：구룡마을）是建立在韓國首都首爾一片私人土地上的非法营地（韓語一般稱為棚戶區），地處江南區道谷洞南部富人區的邊陲，與富人區有一條六車道的高速公路分隔。

## 歷史
早在1925年10月，九龍村所在的地方就已經有人居住。到1988年漢城奧運會前夕，當局急速推動城市發展，大批佔據低收入地區房屋的人士遭到驅逐，紛紛到九龍村尋求庇護。大約從2011年起，當局有意重新規劃九龍村，將現有居民安置到別處。但由於官員之間未就行動方案達成共識，計劃進展緩慢。政府曾計劃於2015年拆除九龍村，同時為居民安排資助房屋，以此作為補償。根據非正式統計的數字，大約有2500人到4000人居住在九龍村，其中行動不便的長者佔大多數。在這個面積約28萬6929平方米的土地裡，一共有1200到2000個棚屋和房車。個別房屋的面積有16至99平方米。村內居民自行設立郵政服務，同時持有臨時居住證。村中設有幼兒園、教堂等配套設施，自來水、天然氣、電力亦不一而足，費用由全體居民平攤。村裡的兩個委員會還組織了安保力量。
由於建築缺乏安全性，九龍村發生過三次大火。第一次發生在2014年11月9日，共有16間無證房屋被燒毀，63戶居民受影響，一名70歲左右的老翁身亡。第二次發生在2017年3月29日，村中的希望教堂發生原因不明的大火，超過30戶居民被疏散，一名70歲左右的老翁因吸入濃煙被送院治療。第三次發生在2023年1月20日，共有約60多間房屋被燒毀，62位居民被迫疏散。
九龍村被認為是“江南區最後的棚戶區”、“江南區最後的貧民窟”、“首爾僅存的城市貧民窟”。然而僅存的說法留有疑問，因為當地至少還有兩處廣為人知的貧民窟。
江南區政府計劃在2025年前改建當地，為7671人提供全新的公寓樓。截至2019年，1107戶居民有406戶獲重新安置。仍未搬遷的居民多為長者，其中部分人的日收入不到10美金。